# Enunciado performativo
Em linguística e filosofia da linguagem, enunciado performativo é o conceito que designa sentenças que não apenas descrevem a realidade, mas também a modificam, isto é, são sentenças que, por si só, fazem uma ação. Os verbos prometer, jurar e aceitar, por exemplo, são considerados performativos pois a própria ação que significam é acionada no momento da enunciação: quando o falante enuncia Eu prometo, a ação de prometer ocorre no próprio ato de dizer.
Os enunciados performativos foram, na história da linguística, colocados em oposição aos enunciados constativos. Assim, há aqueles enunciados que apenas descrevem alguma coisa e há aqueles que performam pela própria fala. A teoria dos atos de fala, formulada por John L. Austin, rompe com a antítese constativo-performativo ao considerar que todos os enunciados são, na verdade, performativos. O que ocorre, a partir dessa perspectiva, é que alguns performativos são explícitos e outros são implícitos, trazendo uma construção do tipo Eu digo/ordeno/pergunto que e, com isso, não há como avaliá-los a partir de condições de verdade, mas de condições de sucesso e felicidade.